# St. Birgitta (Weiberg)
Die Kirche St. Birgitta befindet sich in Weiberg, einem Stadtteil von Büren im Kreis Paderborn (Nordrhein-Westfalen). Sie wurde im Barock-/Rokoko-Stil erbaut. Die katholische Kirche und gleichnamige römisch-katholische Gemeinde gehört zum Pastoralverbund Büren im Dekanat Büren-Delbrück des Erzbistums Paderborn.

## Geschichte

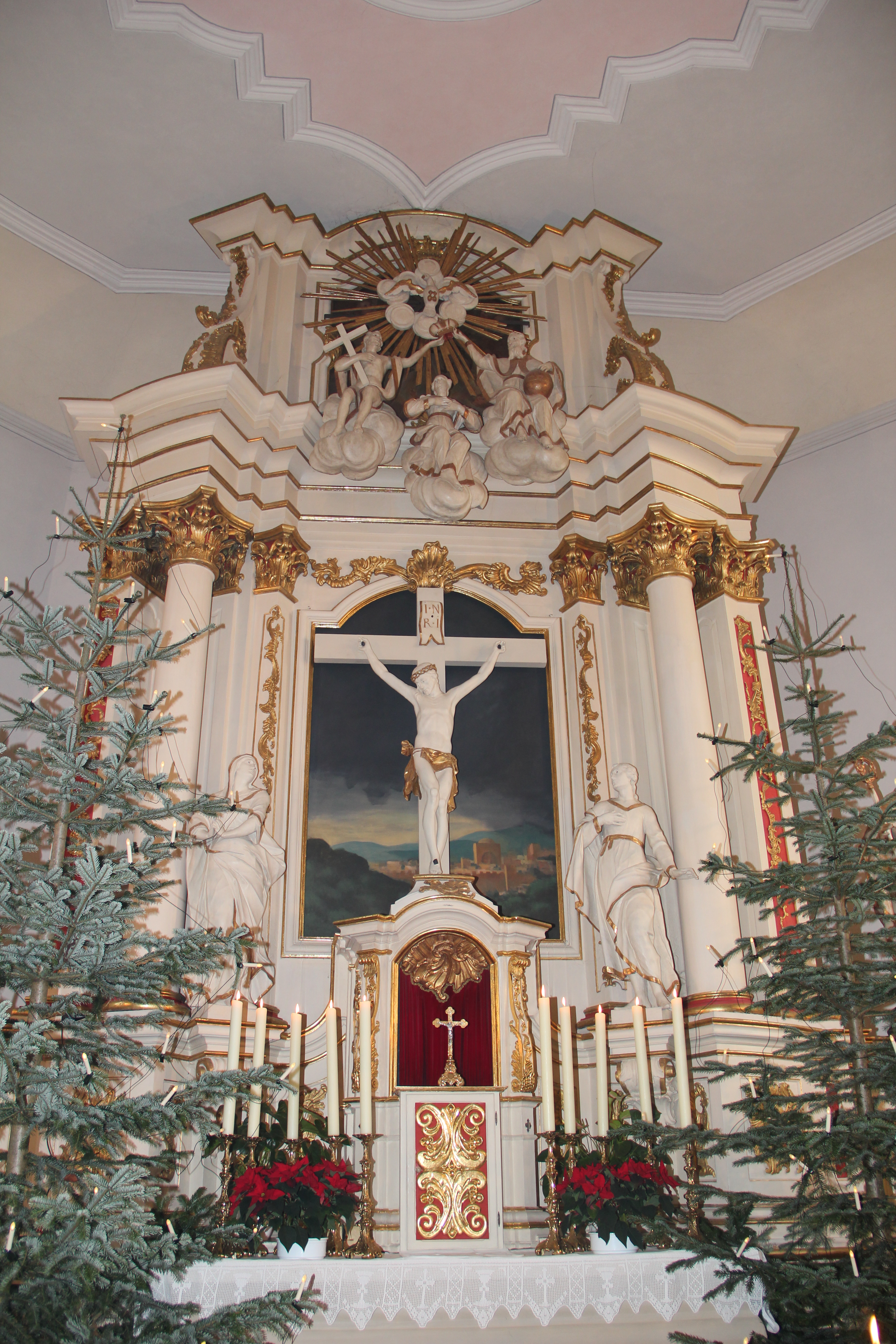
Hochaltar der Sankt-Birgitta-Kirche in Weiberg

Moritz von Büren verfügte in seinem Testament, dass mit seinem Erbe eine Kirche in der Nähe der Orte Weiberg oder Ringelstein erbaut werden solle. Im Jahre 1747 erfolgte die Grundsteinlegung der Kirche. Am 26. September 1751 wurde sie fertiggestellt und geweiht.